# Agapetus cataractae
Agapetus cataractae är en nattsländeart som beskrevs av Georg Ulmer 1951. Agapetus cataractae ingår i släktet Agapetus och familjen stenhusnattsländor. Inga underarter finns listade i Catalogue of Life.